# Kevin Greene
Pour les articles homonymes, voir Greene.
Pro Football Hall of Fame 2016
(en) Statistiques sur pro-football-reference
Kevin Darwin Greene, né le 31 juillet 1962 à Schenectady et mort le 21 décembre 2020, est un joueur américain de football américain qui a évolué comme linebacker en National Football League (NFL).
Kevin Greene décède le 21 décembre 2020. Les circonstances de sa mort ne sont pas dévoilées.